# Pipoca com Guaraná
Pipoca com Guaraná é um jingle usado na campanha publicitária do Guaraná Antarctica em 1991, e intepretado originalmente pela atriz e cantora Lucinha Lins. É considerado um dos cases de maior sucesso no Brasil.
A campanha foi criada pela DM9DDB e produzido pela MCR. Sobre a criação do jingle, Sérgio Campanelli, fundador da MCR, explica:
| “ | “De quem é o jingle "Pipoca com Guaraná"? Dizem que é do Nizan Guanaes. Não é. Ele é o responsável pelo tema, a ideia de Pipoca com alguma coisa é dele. Ele teve o insight, nos passou, e a MCR desenvolveu. O músico César Brunetti, um dos nossos associados, é o autor do jingle.” | ” |

## A campanha publicitária
O Guaraná Antártica tinha grande número de vendas no país (era o segundo refrigerante mais vendido no Brasil), mas os seus principais clientes eram os adultos e as crianças.
O jingle "Pipoca na panela" foi criado visando atingir os adolescentes. Para isso, a estratégia adotada pela campanha publicitária foi incentivar os consumidores a comprarem o refrigerante sempre que comessem pipoca, já que a pipoca era o produto mais consumido dentro dos cinemas.

### Reedições
- Em 2008, a campanha foi reeditada,  com o jingle sendo cantado por Carlinhos Brown.[6]

- Em 2011, a campanha foi novamente reeditada, com o jingle sendo cantado por Claudia Leite.[7]

- Em 2020, a campanha foi novamente reeditada, com o jingle sendo cantado por Manu Gavassi.

## Prêmios
- "Lâmpada de Ouro" na décima terceira edição do Festival Brasileiro do Filme Publicitário;[8]
- Grande Prêmio Cidade do Rio de Janeiro.[8]
- Escolhido como um dos "7 mais" da publicidade brasileira em uma pesquisa realizada pela revista ABOUT do Rafael Sampaio, com 250 formadores de opinião da publicidade brasileira.[8]